# Дмитриенко, Алексей Геннадиевич
Алексей Геннадиевич Дмитриенко (род. 23 августа 1972 года) — российский политик, представитель от исполнительного органа государственной власти Пензенской области в Совете Федерации ФС РФ (2016—2020), член Комитета Совета Федерации по экономической политике.

## Биография
Алексей Дмитриенко родился 23 августа 1972 года в городе Палласовка, Волгоградская область. В 1994 году окончил Военный инженерный Краснознаменный институт им.А.Ф.Можайского по специальности инженер радиоэлектронной техники. В 1998 году окончил Финансовую академию по специальности "Банковское дело". В 2005 году окончил Академия народного хозяйства при Правительстве Российской Федерации по специальности мастер делового администрирования.
Доктор технических наук, член высшего инженерного совета РФ, член-корреспондент Российской академии космонавтики имени К.Э. Циолковского, действительный член Российской инженерной академии и Международной академии информатизации.
В 1989-1998 гг. служил в Вооруженных силах СССР/РФ, в т. ч. проходил службу на космодроме Байконур.
С 2004 года Алексей Геннадиевич работал в Пензенском научно-исследовательском институте физических измерений. Сначала занимал должность заместителя генерального директора по финансово-экономической деятельности, затем - первого заместителя гендиректора, директора по экономике, финансам и материальным ресурсам.
С 2009 года занял должность генерального директора Акционерного общества «Научно-исследовательский институт физических измерений».
Алексей Дмитриенко 14 октября 2012 года был избран депутатом Законодательного собрания Пензенской области пятого созыва от избирательного округа №5. Входил в состав Всероссийской политической партии «Единая Россия». Являлся членом Комитета по экономической политике.
12 сентября 2016 года решением Губернатора Пензенской области делегирован в Совет Федерации и был членом Совета Федерации до 21 сентября 2020 года. Входил в Комитет СФ по экономической политике.
16 мая 2022 года Алексей Дмитриенко назначен на должность заместителя генерального директора – научного руководителя Национального оператора по обращению с радиоактивными отходами Государственная корпорация «Росатом».

## Награды
За заслуги в профессиональной деятельности награжден:
- Медаль ордена «За заслуги перед Отечеством» II степени (27 февраля 2020) — за большой вклад в развитие парламентаризма и активную законотворческую деятельность[5];
- медалью «70 лет Вооруженных Сил»;
- знаком «50 лет первого полета человека в космос»[6];
- Почётный гражданин города Пенза (2016);
- орден «За заслуги перед Пензенской областью» II степени
- Медаль ордена «За заслуги перед Пензенской областью»;
- Почетный знак Губернатора Пензенской области «Во славу земли Пензенской»;
- Почетная грамота Губернатора Пензенской области.

## Санкции
15 января 2025 года внесена в санкционные списки США за распространение пророссийской пропаганды войны против Украины.
8 августа 2025 года внесен в санкционные списки Украины.